# 科勒雷
科勒雷（法語：Colleret，法語發音：[kɔlʁɛ]）是法国上法兰西大区北部省的一个市镇，位于该省东部，属于埃尔普河畔阿韦讷区。

## 地理
科勒雷（50°15'24"N, 4°4'33"E）面积18.79 平方千米，位于法国上法蘭西大區北部省，该省份为法国最北部的省份及最长的省份，西北濒北海，西接加来海峡省，南至埃纳省和索姆省，东与比利时接壤。
与科勒雷接壤的市镇（或旧市镇、城区）包括：马尔庞、艾布、塞尔方丹、库索尔、小费里耶尔、热蒙、基耶沃隆、雷基尼、埃尔克利讷。

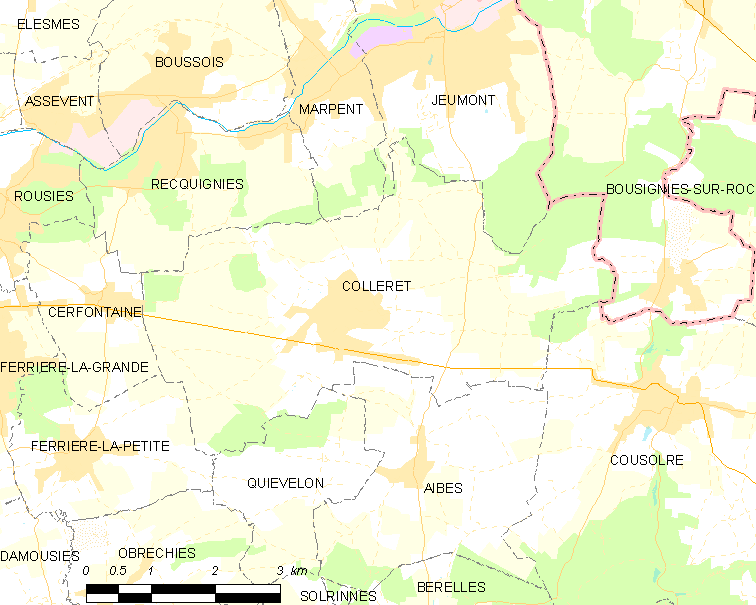
科勒雷的OSM定位图

科勒雷的时区为UTC+01:00、UTC+02:00（夏令时）。

## 行政
科勒雷的邮政编码为59680，INSEE市镇编码为59151。

## 政治
科勒雷所属的省级选区为富尔米县。

## 人口

1962-2008年间科勒雷人口变化图示

科勒雷于2022年1月1日时的人口数量为1551人。